# 크뢰즈주의 캉통
프랑스 크뢰즈주에는 총 15개의 캉통이 속해 있다. 2015년 3월 행정구역 총개편으로 인해 현재는 다음과 같이 설치되어 있다.
- 아욍
- 오부송
- 오장스
- 보나
- 부르가뇌프
- 부사크
- 됭르팔스텔
- 에보레뱅
- 펠탱
- 구종
- 르그랑부르
- 게레 1
- 게레 2
- 생보리
- 라수테렌